# Air Austral
Pour les articles homonymes, voir Air (homonymie) et Austral.
Air Austral est une compagnie aérienne réunionnaise essentiellement active dans le sud-ouest de l'océan Indien, qu'elle dessert à partir de l'aéroport de La Réunion-Roland-Garros, à proximité de Saint-Denis.
Elle possède la certification IOSA de l'Association internationale du transport aérien. Elle est membre de l'Alliance Vanille depuis sa fondation en juin 2015.

## Histoire

### Les premiers vols d'une compagnie régionale
Air Austral a été créée en octobre 1974 par Gérard Ethève pour desservir les îles Éparses et a commencé ses opérations commerciales en mars 1975 sous le nom de « Réunion Air Service ». Très rapidement, en août 1977, elle se lance dans la desserte de Mayotte en exploitant un HS-748 d'une capacité de 32 places, destination sans concurrence qui permettra par la suite son rapide développement. Renommée « Air Réunion » en 1986, la compagnie prend son nom actuel en 1990 à l'occasion d'une entrée au capital d'Air France.
En 1997, elle inaugure des vols directs vers Harare, au Zimbabwe, une destination qu'elle abandonnera en 2000. La même année, elle fait l'acquisition de son premier ATR-72.

### L'ère du long-courrier et son histoire
Jusqu'alors confinée au moyen-courrier dans la zone sud-ouest de l'océan Indien, Air Austral commence enfin à desservir l'aéroport de Paris-Charles-de-Gaulle le 28 juin 2003 au moyen de deux Boeing 777-200ER.
Air France estime alors que la compagnie réunionnaise constitue une concurrence sur la ligne Paris-La Réunion et cherche à se départir des 30,4 % de son capital qu'elle détient encore.
Au milieu de l'année 2005, Jacques de Chateauvieux se propose de les racheter par le biais de Bourbon Axa Investment Fund, une coentreprise de Bourbon et Axa basée à l'île Maurice. Le Conseil général et les pouvoirs publics actionnaires de la Sematra s'inquiètent dès lors d'un possible changement de stratégie de la compagnie au détriment de l'économie de La Réunion. La proposition est rejetée. C'est la filiale réunionnaise du Crédit agricole qui devient actionnaire d'Air Austral, dans le cadre d'une opération de portage financier de trois ans.
Les villes de Lyon et Marseille sont desservies deux fois par semaine à partir du 1er novembre 2005.
Depuis le 27 mars 2007, Air Austral dessert Toulouse à raison de trois vols par semaine via Marseille.
En 2008, Air Austral achète 49 % des actions de Catovair rebaptisée par la même occasion « Air Mascareignes ».
Le 11 février 2011, Air Austral relie Bordeaux et Nantes deux fois par semaine.
À partir d'avril 2011, Air Austral dessert l'Asie et des pays tels le Cambodge, la Chine, le Viêt Nam, la Corée du Sud, le Japon, Singapour, le Laos, les Philippines, l'Indonésie, l'Inde et la Malaisie, après une signature de partenariat de partage de code avec la compagnie thaïlandaise Thai Airways International. Les voyageurs d'Air Austral en Asie doivent donc faire une escale à Bangkok pour aboutir à leur destination finale.
Air Austral annonce pour le premier semestre 2011 une perte du chiffre d'affaires de 24 millions d'euros. L'exercice de 2011-2012 s'annonce sombre pour Air Austral, ce qui oblige la compagnie à revendre tous les 777-200ER, alors qu'elle devait maintenir le F-ORUN dans la flotte. Ils seront remplacés par le 777-200LR F-OLRA qui doit arriver chez Air Austral en 2012. Pour renflouer ses caisses, la compagnie pourrait procéder à la suppression de certaines lignes peu rentables comme Nouméa, Bangkok ou Bordeaux. Air Austral met également en vente son plus ancien ATR 72-500, le F-OHSF.
Le 15 mai 2012, Air Austral annonce la suppression d'une cinquantaine de postes par non-renouvellement de CDD et la suppression de toutes les lignes vers la métropole sauf Paris, laquelle va être renforcée avec douze vols hebdomadaires, toujours avec le 777-300ER et le 777-200LR. La ligne Réunion-Sydney-Nouméa est interrompue en attendant de trouver un partenariat avec une compagnie locale pour continuer la desserte. La ligne vers Bangkok est maintenue mais sera désormais exploitée en Boeing 737-800 avec une escale à Chennai, en Inde. Ces modifications de lignes et de flotte seront effectives en octobre 2012. Autre sujet sensible : l'achat d'A380, jugé trop lourd, est reporté à une date ultérieure.
L'ATR 72-500 F-OHSF qui avait été mis en vente sera réintégré à la flotte court-courrier pour renforcer les désertes de Saint-Pierre et de l'île Maurice.
Par ailleurs, le 777-200ER F-OMAY ayant quitté la flotte en mai 2012 devait être remplacé par le 777-200LR F-OLRA (le second 777-200LR commandé) mais ce dernier a longtemps été stocké à Paine Field (l'usine de Boeing au nord de Seattle). Celui-ci a été revendu et vole dorénavant pour Iraqi Airways. Le 777-200ER F-ORUN a quitté lui aussi la flotte d'Air Austral en septembre 2012 et n'a pas été remplacé (il vole désormais aux couleurs d'Orenair aux côtés de l'ancien F-OMAY).
Pour l'exercice 2013-2014 la situation s'améliore nettement, en effet la compagnie annonce un résultat net après impôt de 4,7 millions d'euros.
En janvier 2013, la flotte long-courrier est composée de quatre Boeing 777 : trois dans la version -300ER et un dans la version -200LR.
En février 2015, la compagnie annonce la commande de deux Boeing 787-8. Le premier de ces appareils, F-OLRB, capables de transporter environ 250 passagers devant être livré en mai 2016, le second, F-OLRC, en octobre de la même année. Long courrier plus rentable que le 777 sur certaines destinations pour lesquelles ce dernier est surdimensionné, le 787 permet d'assurer des liaisons telles que Réunion-Bangkok en direct et Mayotte-Paris sans escale. La presse locale confirme également à cette époque le retrait de l'unique Boeing B777-200LR après la livraison  des nouveaux B-787-8).
En mars 2015, la compagnie confirme l'annonce par la société Air Lease Corporation (ALC) de la location de deux Boeing B777-300ER neufs à partir de l'automne 2016. Ces appareils remplaceront les deux machines du même type les plus anciennes (F-OSYD et F-ONOU) en service dans la flotte depuis avril et mai 2009 respectivement.
En octobre 2015, Air Austral annonce la cession en cours de finalisation de l'unique Boeing 777-200 LR de la compagnie au courtier américain Atlas Aviation basé à Tampa (Floride), et la location temporaire d'un moyen courrier Boeing 737-300 QC de la compagnie ASL Aviation Group (anciennement Europe Airpost) qui sera notamment affecté à la desserte de Mayotte dans l'attente des deux Boeing 787 attendus en 2016.
Le départ définitif du Boeing 777-200 LR est effectif en novembre 2015 après acceptation technique définitive par l'acquéreur.
Le Boeing 737-300 QC (« Quick Change », pour changement rapide) est une version convertible de la deuxième génération du B737 (séries 300, 400 et 500, les autres modèles en service dans la compagnie, du type 737-800, appartiennent à la troisième génération qui inclut les versions -600 à -900ER). L'appareil, qui peut être converti rapidement pour transporter soit des passagers soit du fret, sera loué avec ses pilotes, Air Austral fournissant les équipages commerciaux. Cet appareil, immatriculé F-ODZZ, a appartenu à Air Austral de 1997 à 2005.
En juillet 2019, la Chambre régionale des comptes (CRC) de La Réunion explique que la société est dans une situation financière de plus en plus fragile, selon l'analyse des exercices comptables de la société entre 2014 et 2018, avec une baisse continue du résultat net depuis 2015. L’exercice 2018/2019 est clôturé avec un résultat d’exploitation négatif de 2,7 millions d’euros et un résultat net après impôts de -4,51 millions d’euros.
Le 1er Octobre 2023, le 737-800 immatriculé F-ONGB quitte définitivement la flotte d’Air Austral.

### Vers un transport de masse multicontinental
Le 15 janvier 2009, Air Austral signe un protocole d'accord portant sur l'achat de deux Airbus A380-800 destinés à la liaison Paris-La Réunion sous les couleurs d'une future filiale baptisée « Outre-Mer 380 ». Cette opération sera remise en cause lors du changement de direction en 2012 et la commande, bien que confirmée le 17 novembre 2009, lors du salon aéronautique de Dubaï, ne sera probablement jamais finalisée.
La compagnie inaugure, en mai 2009, une nouvelle ligne Paris–Sydney et Paris–Nouméa via La Réunion et Sydney, au moyen des B777-200, cette ligne fermera fin février 2012.
Air Austral a reçu en mai 2009, par le biais d'ILFC, deux Boeing 777-300ER et a acheté dans la foulée deux ATR 72-500. Le premier remplace l'ATR existant déjà dans la flotte, alors que l'autre ATR 72-500 renforce la flotte régionale de la compagnie. Le troisième 777-300ER est en pleine propriété auprès de la compagnie, tout comme le 777-200LR (désignation Air Austral : *9M).
Le 11 décembre 2009, Air Austral a passé commande de deux Boeing 737-800 auprès de Boeing pour une livraison en décembre 2010. Les deux 737-800 ont remplacé les deux 737-300 et 500 de la compagnie.
Mi-2011 ou début 2012, Air Austral devait recevoir deux Boeing 777-200LR commandés au salon aéronautique de Farnborough en 2010. Ils devaient être mis en place sur la première ligne reliant en direct Mayotte à la Métropole, Paris-Mayotte. En mai 2012, la liaison n'est toujours pas ouverte, et la compagnie ne recevra pas le deuxième Boeing 777-200LR.
Le 20 avril 2012, le fondateur Gérard Ethève est remplacé par Marie-Joseph Malé à la tête de la compagnie, en prise à des graves difficultés financières dues notamment à des choix stratégiques risqués, aggravés par les cours élevés du pétrole et un style de management parfois contesté. Certaines affirmations de membres du personnel - en conflit avec leur direction notamment sur des sujets relatifs à la sécurité des vols - ont été confirmées à postériori (avril 2015), la nouvelle direction insistant par ailleurs sur la mise en place depuis sa prise de fonction d'une politique de « prise de risque zéro ».

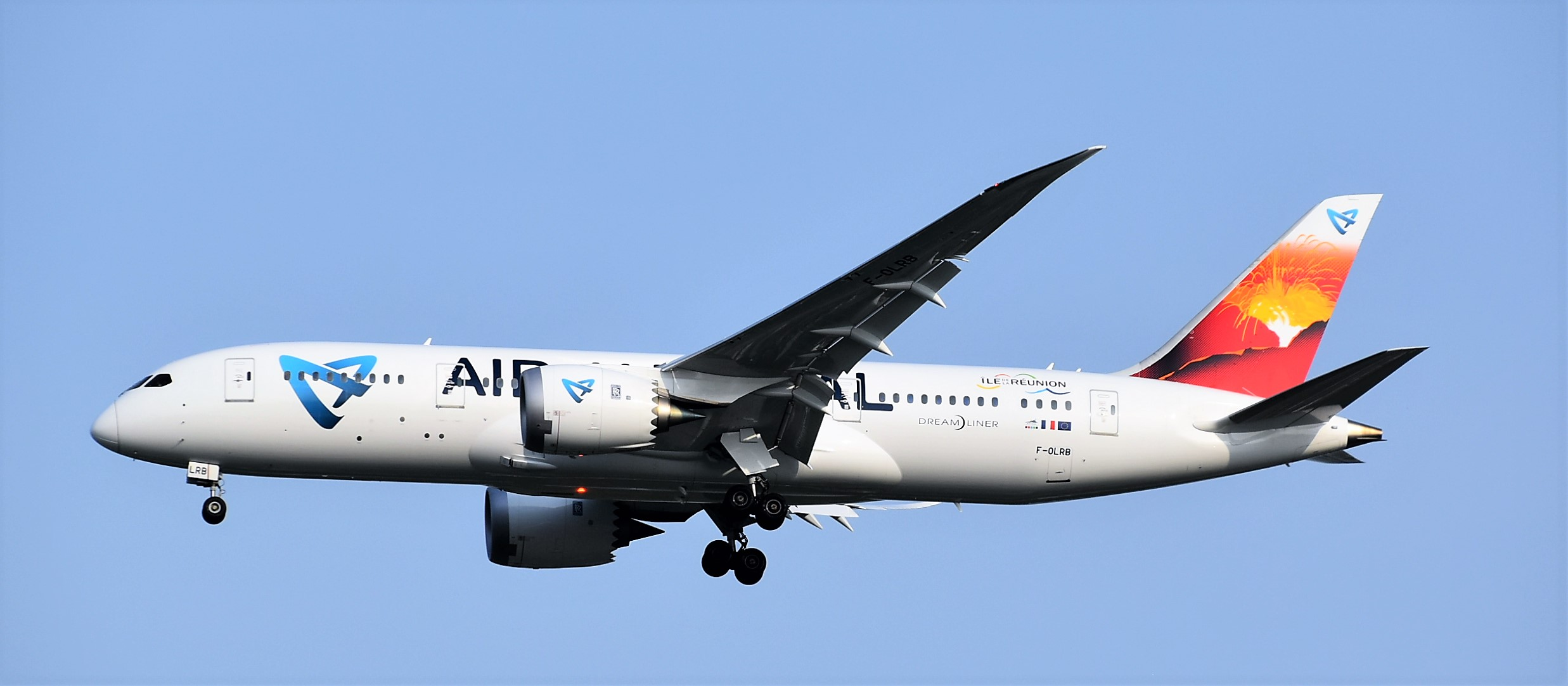
Boeing 787 en finale à Bangkok

Les deux B787-8 commandés à Boeing le 6 février 2015 ont été livrés respectivement en mai (F-OLRC) et novembre 2016 (F-OLRB). Ces appareils sont notamment utilisés pour effectuer une liaison directe entre Paris et Mayotte. Ainsi, deux avions auront porté l'immatriculation F-OLRB, le deuxième Boeing 777-200LR jamais livré mais déjà peint avec son immatriculation prévue, et le deuxième B787-8.
Deux B777-300ER neufs, loués auprès de la société Air Lease Corparation (ALC) ont été livrés en automne 2016 et ont remplacé les deux avions les plus anciens du même type en service depuis 2009 (F-OSYD et F-ONOU).

### Partenariats
Le 30 mai 2013, Air Austral annonce sa participation à hauteur de 51 % dans le capital de la nouvelle compagnie aérienne Ewa Air qui dessert les îles de l'Archipel des Comores, Madagascar ainsi que d'autres destinations périphériques du canal du Mozambique dans un fonctionnement de hub à partir de l'Aéroport de Dzaoudzi-Pamandzi.
En décembre 2016, Air Austral et XL Airways concluent un partenariat sur le partage de code, l'alignement des programmes d'ouverture de nouvelles liaisons entre la France métropolitaine et la Réunion, l'achat en commun du kérosène et des assurances aéronautiques. Ce partenariat permet la réouverture des vols entre Marseille et la Réunion, entre Lyon et la Réunion, et une nouvelle liaison depuis Toulouse.
Le 30 novembre 2017, Air Austral acquiert 49 % d'Air Madagascar, un partenariat qui prend fin le 21 juillet 2020.
En 2021, Air Austral est soumis à de grandes difficultés, malgré plusieurs aides via des prêts directs et des prêts garantis par l'État français.

### Pandémie de Covid-19 et restructuration
Le 17 août 2021, Air Austral et Corsair, confrontées à la pandémie de Covid-19, annoncent un projet de coopération commerciale prenant la forme d'une coentreprise active sur les routes entre la métropole et l’océan Indien. Un communiqué commun indique que « le projet qui entend préserver l’identité et l’indépendance des deux compagnies doit être soumis, avant sa mise en œuvre, à l’avis des Instances Représentatives du Personnel et à l’Autorité de la concurrence française ». En novembre 2021, Olivier Dussopt, ministre des comptes publics, annonce envisager la fusion entre Air Austral et Corsair afin de sauver la compagnie. Le gouvernement précise toutefois qu'il s'agit seulement d'une « option » à ce stade. En septembre 2022, le projet de rapprochement avec Corsair est finalement abandonné.
Le 5 janvier 2023, la Commission européenne valide le plan de restructuration de l'entreprise et permet l’octroi d’une aide de l’État de 119,3 millions d’euros, auxquels s’ajouteront 25 millions d’euros injectés par la Sematra et 30 millions d’euros apportés par les investisseurs privés, réunis au sein de la société Run Air,.
Le 26 janvier 2023, 99 % du capital est repris par des investisseurs régionaux et une partie de la dette est effacée.
Le 8 octobre 2024, le président Joseph Brema démissionne officiellement alors qu'il est poussé vers la sortie par les actionnaires qui lui reprochent un manque de transparence sur la réalité de la situation financière de l’entreprise, jugée plus dégradée qu’annoncée, alors que l'Etat avait déjà manifesté son mécontentement en mars 2024 sur la situation de la compagnie. À son départ, la compagnie vit une situation de déficit budgétaire, en partie liée à des problèmes techniques avec un A220-300.
Le 18 octobre 2024, Hugues Marchessaux, ancien d'Air France et de Corsair, est nommé par le conseil de surveillance à la place de Joseph Brema,.

## Organisation

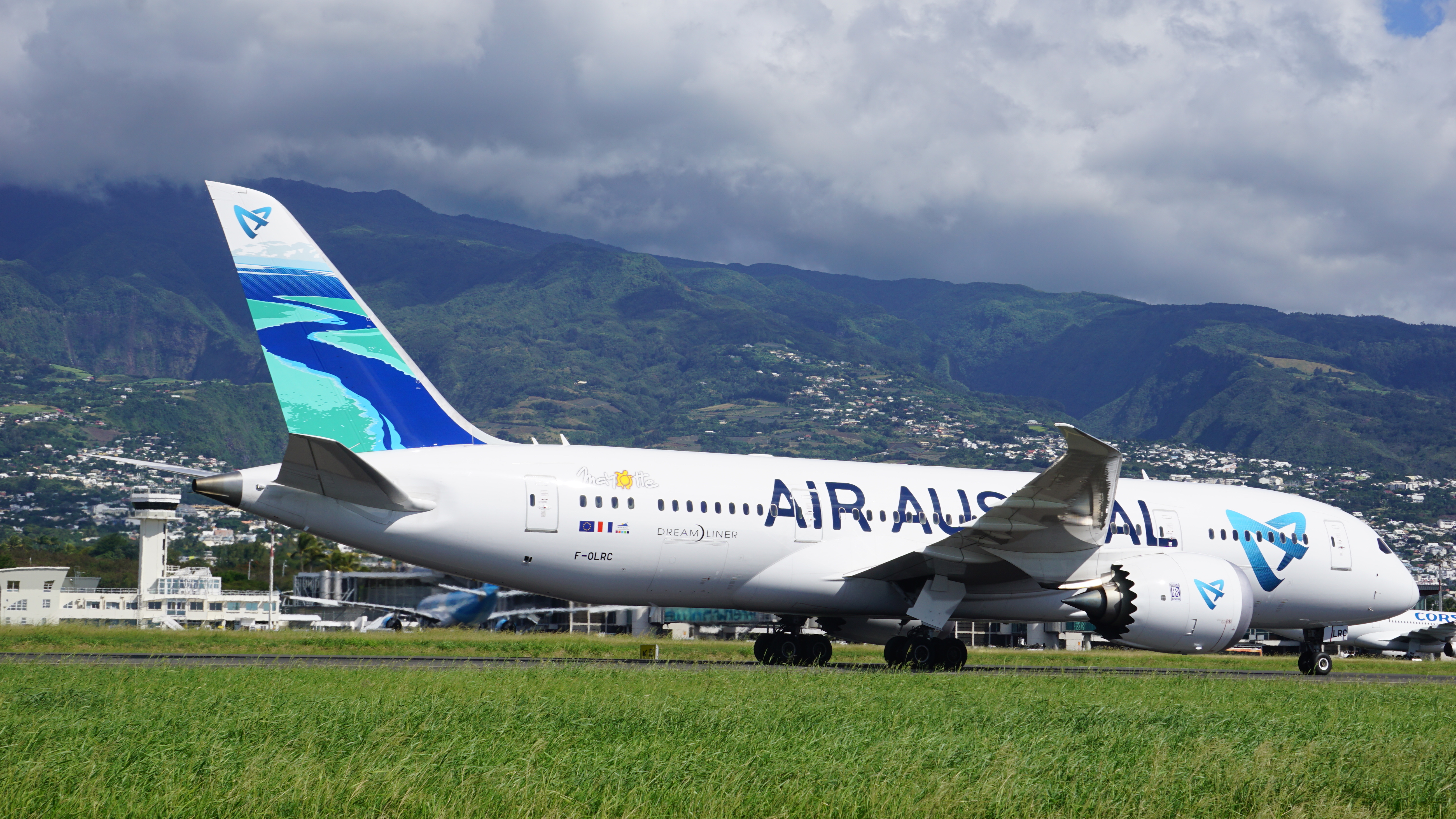
Boeing 787-8 Dreamliner F-OLRC

Le principal actionnaire d'Air Austral est une société d'économie mixte, la Sematra. Cette dernière réunit le conseil régional de La Réunion, le conseil  général de La Réunion et la Chambre de commerce et d'industrie de La Réunion.
En 2007, son chiffre d'affaires était estimé à 225 millions d'euros et en 2010, à près de 335 millions d'euros.
En 2023-2024, le chiffre d'affaires d'Air Austral est de 440 millions d'euros, avec un résultat négatif de plusieurs millions d'euros et une dette qui s'élève à 90 millions d'euros.

## Identité visuelle

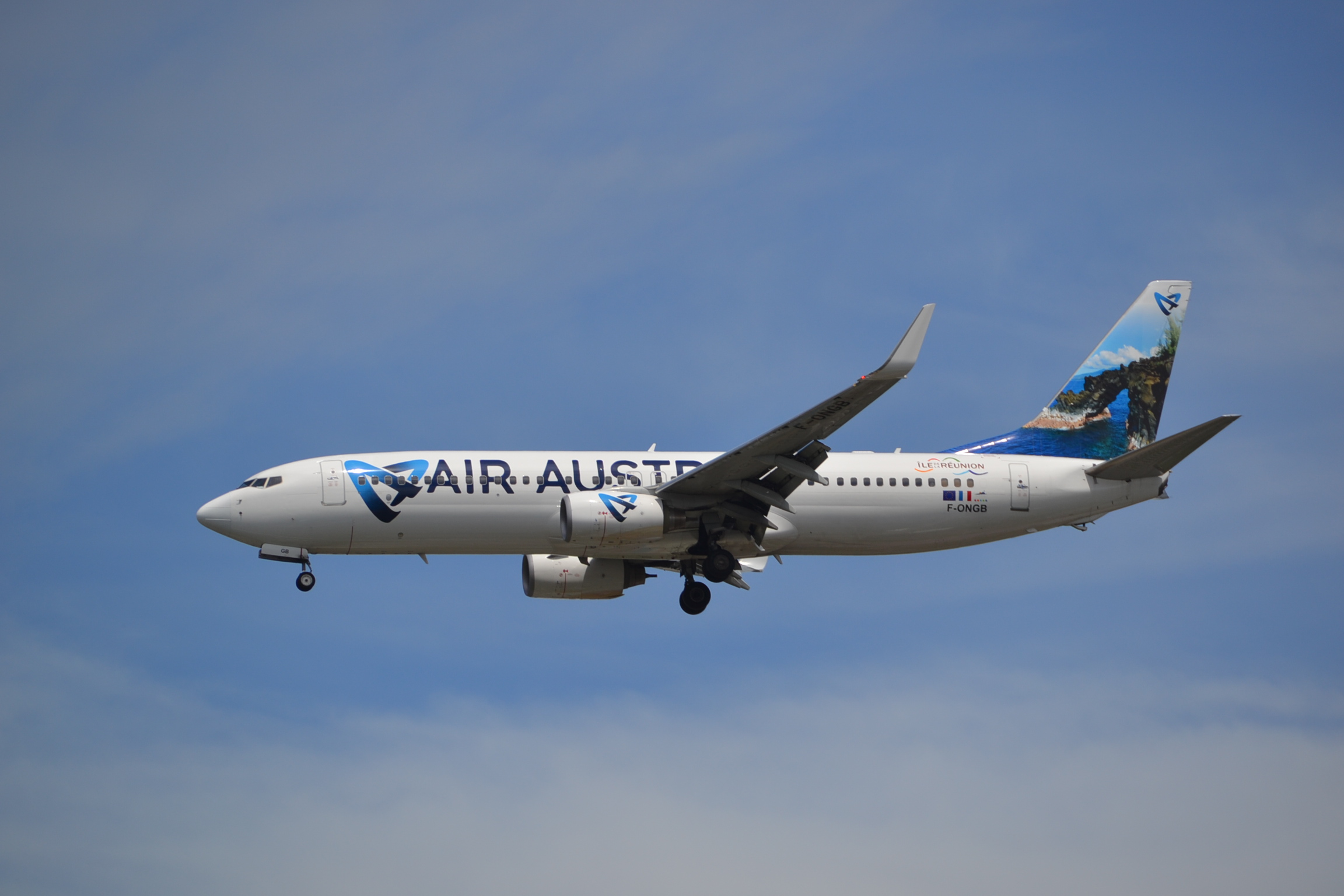
Boeing 737-800

Logo jusqu'au 13 septembre 2014.
Logo depuis le 13 septembre 2014.

## Flotte
la composition de la flotte est la suivante :

### Appareils en service

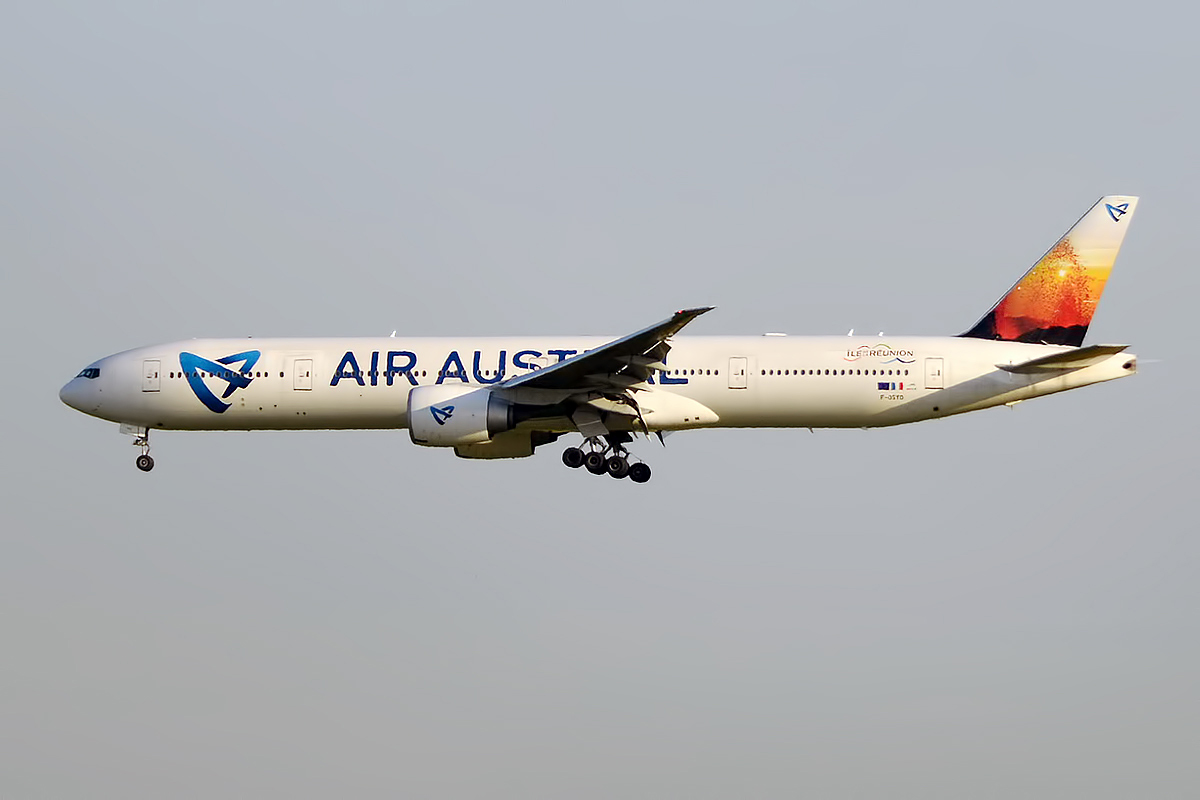
Boeing 777-3Q8 ER F-OSYD d'Air Austral

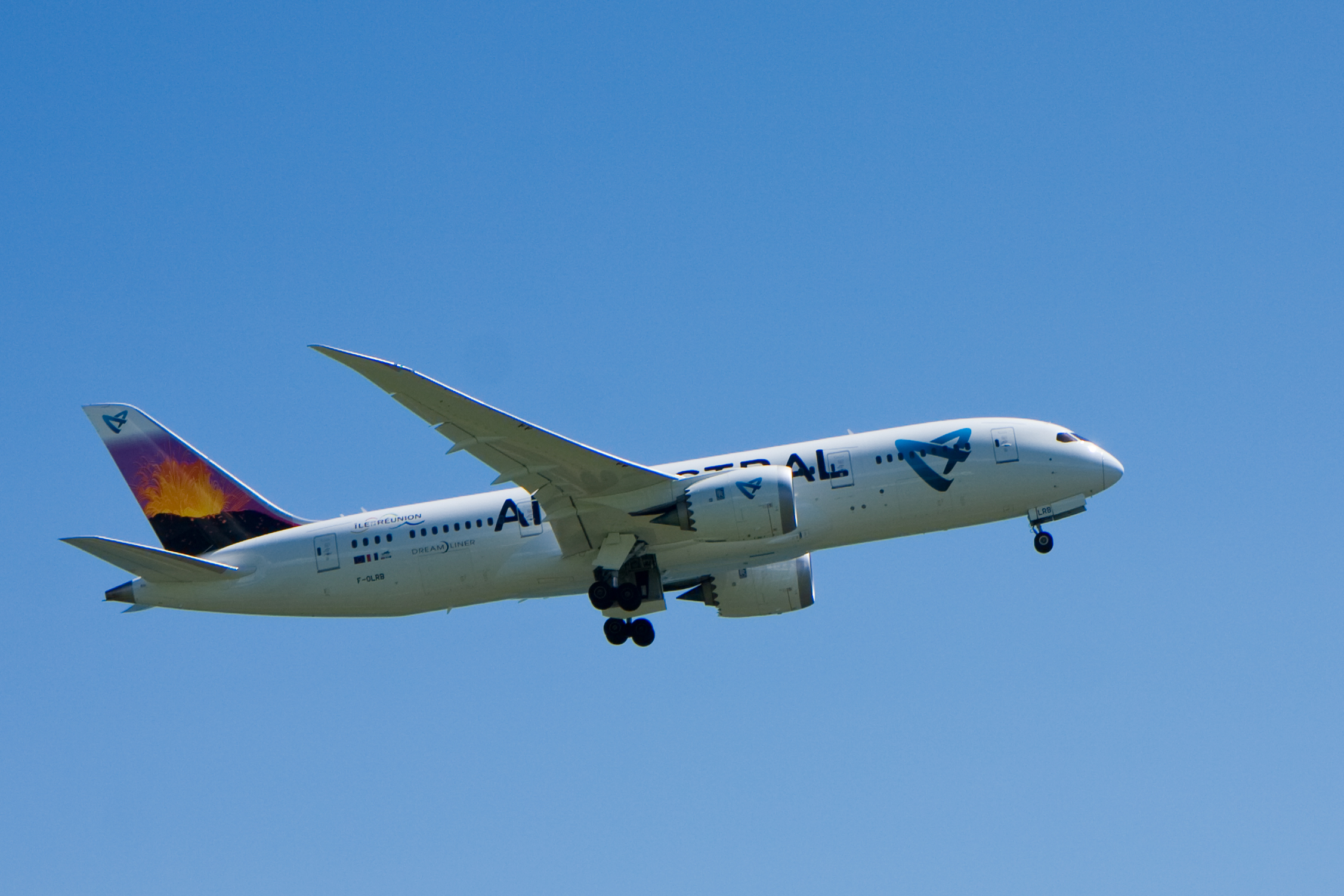
Boeing 787-8 au décollage de Roland-Garros - 2017

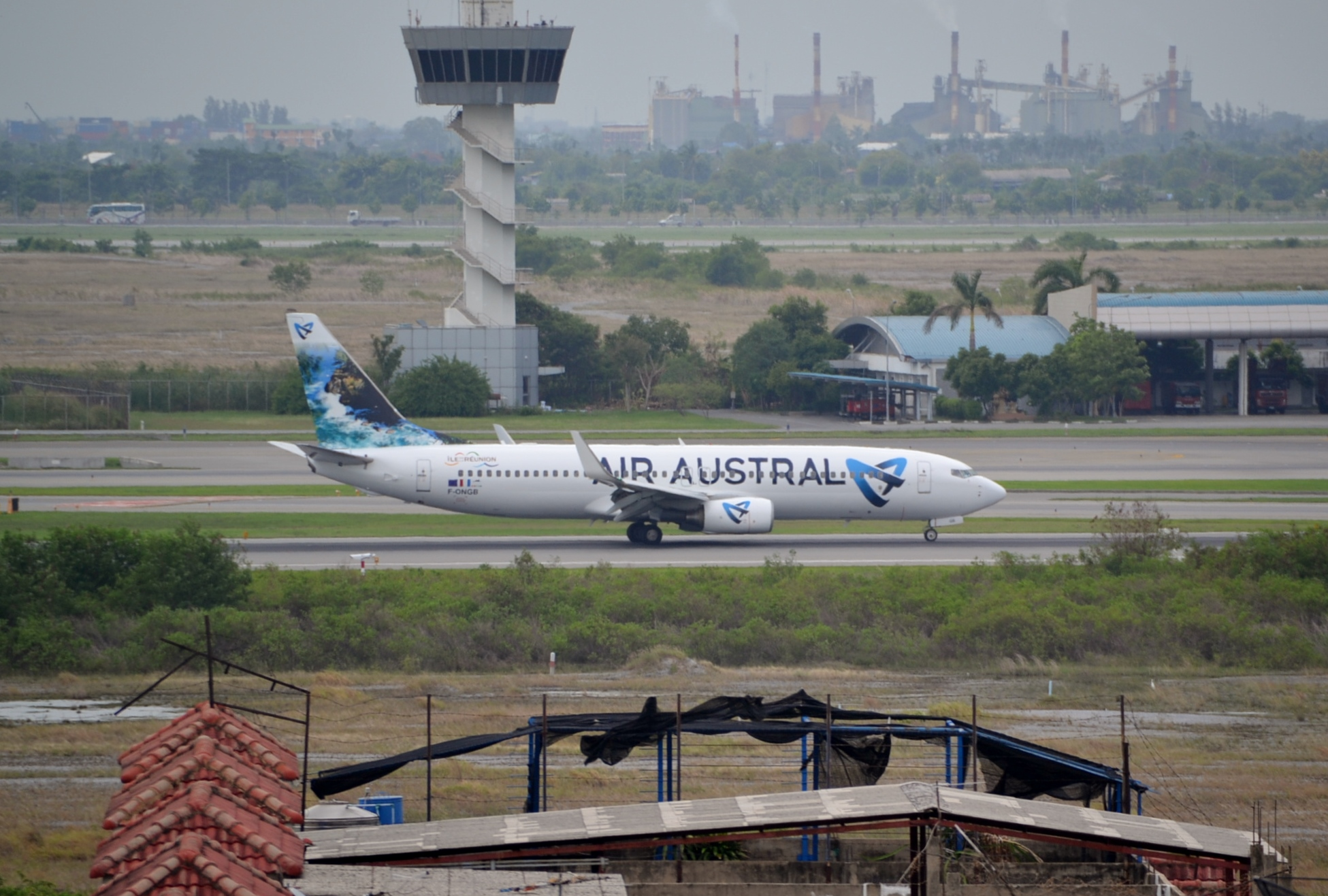
Boeing 737-800 à l'atterrissage à Bangkok

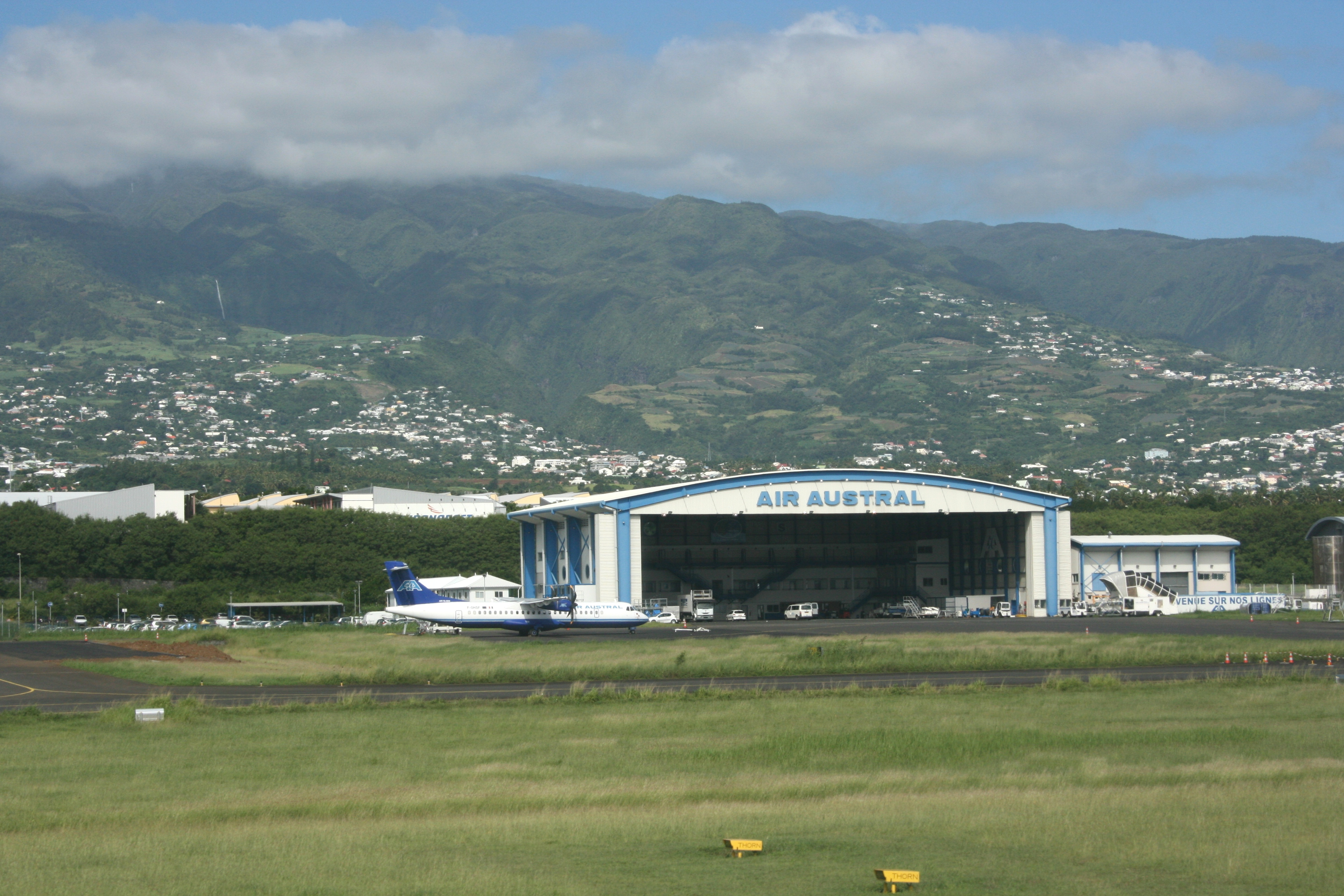
L'ATR 72-500 F-OHSF à l'aéroport Roland-Garros.

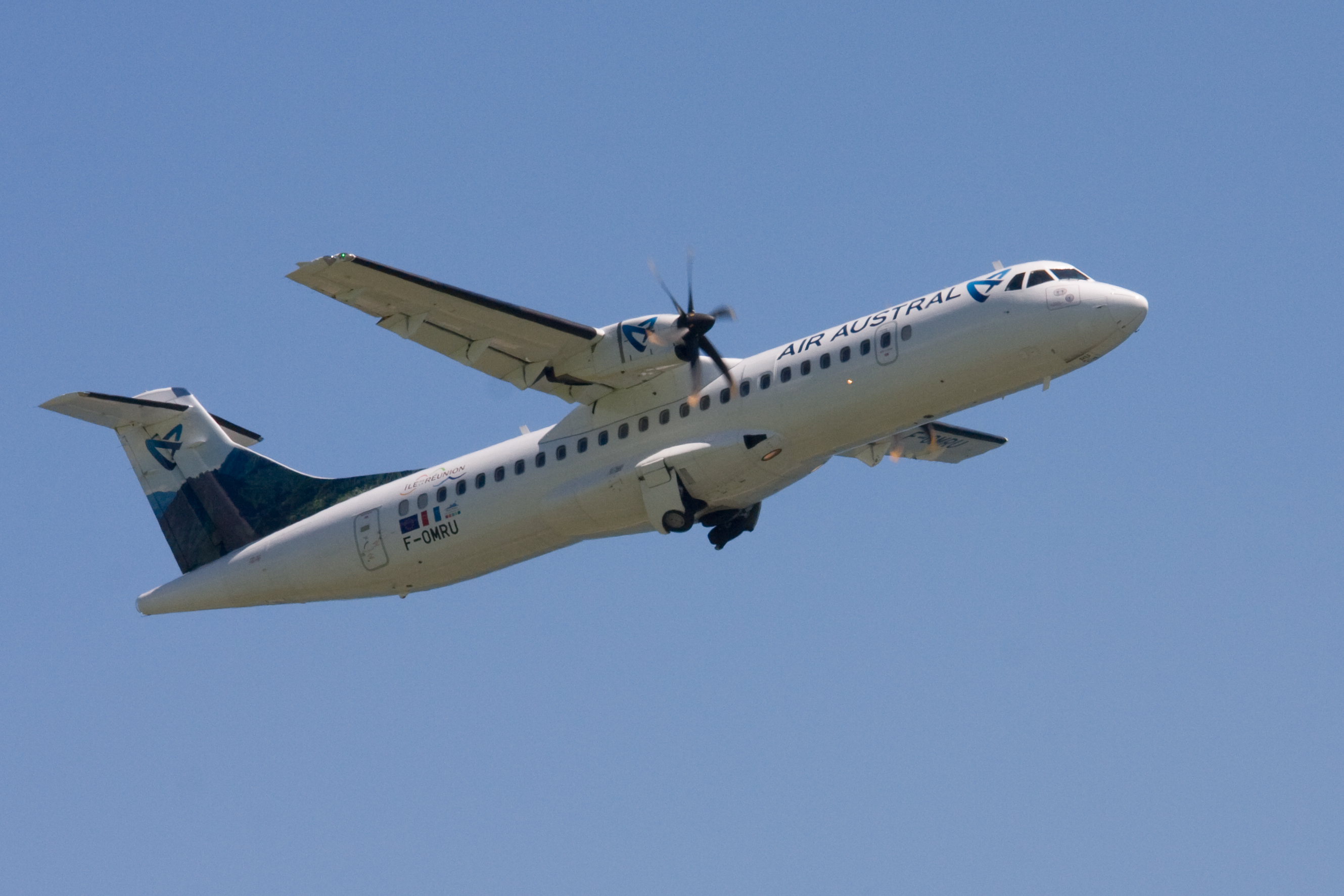
ATR 72-500 au décollage de Roland-Garros - 2017

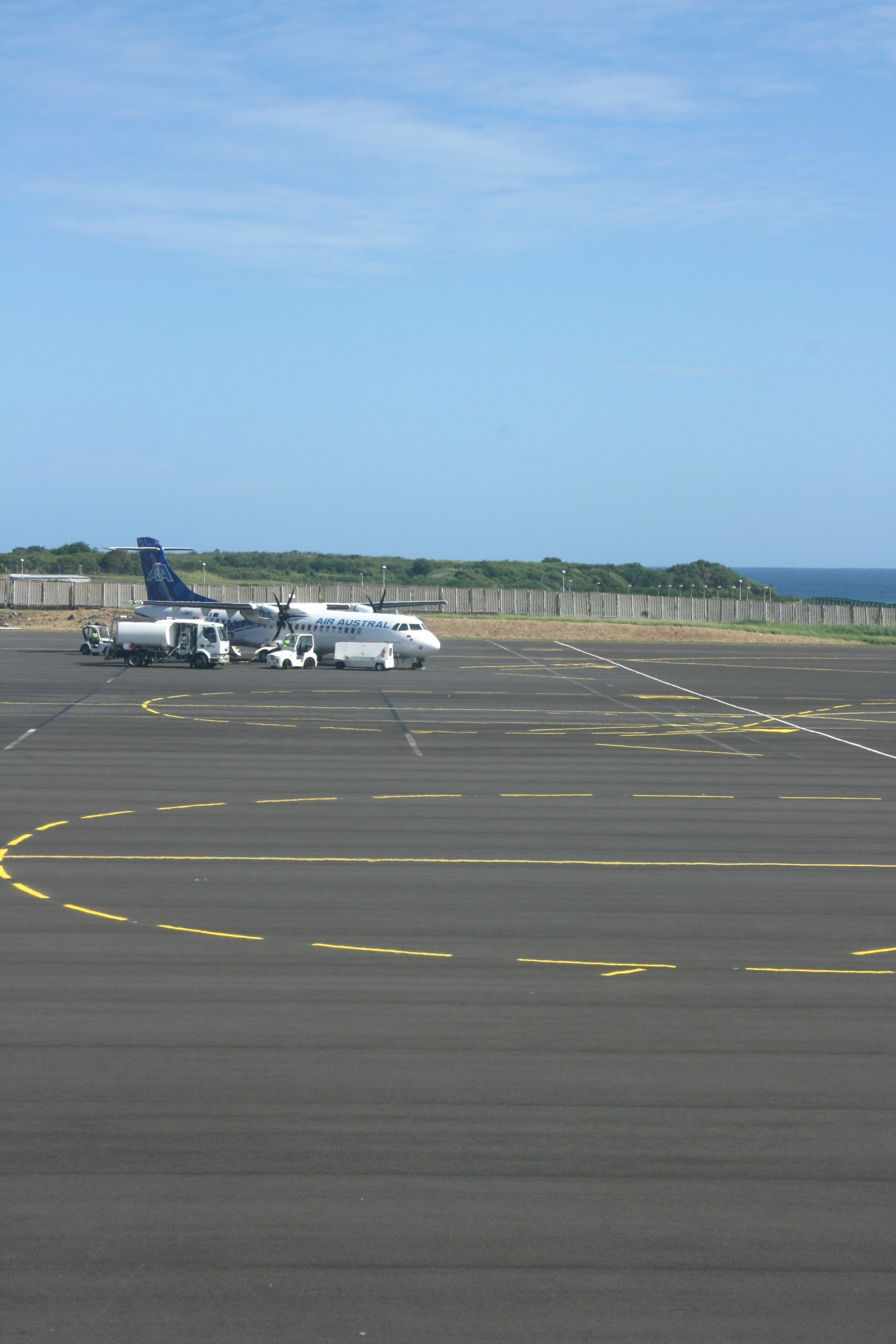
L'ATR 72-500 F-OMRU à l'aéroport Roland-Garros.

En octobre 2016, la flotte de la compagnie comprend les avions suivants :
- Trois Boeing 777-300ER, motorisation : General Electric GE90-115B

- Deux Boeing 787-8, motorisation : Rolls-Royce Trent 1000

| Immatriculation | Type  | Numéro de série   | Premier Vol     | Livraison à Air Austral |
| --------------- | ----- | ----------------- | --------------- | ----------------------- |
| F-OLRC          | 787-8 | 34510/Line(MSN)22 | 24 janvier 2016 | 23 mai 2016             |
Il est à noter que ces deux B787 étaient initialement destinés à All Nippon Airways. Or, construits avant que les dernières spécifications ne soient établies, ceux-ci avaient besoin des renforcements de structure qui ont provoqué le surpoids. Refusés par ANA puis conservés chez Boeing à Everett, ces B787 ont été livrés, avec une réduction importante, à la compagnie française en 2016. Actuellement, Air Austral accumule de nombreux problèmes techniques sur ces appareils, sans doute liés à cette origine.
- Trois Airbus A220-300, motorisation : Pratt and Whitney PurePower 1500G

| Immatriculation | Type     | Numéro de série | Premier Vol    | Livraison à Air Austral |
| --------------- | -------- | --------------- | -------------- | ----------------------- |
| F-OLAV          | A220-371 | 55106           | Non communiqué | 28 juillet 2021         |
| F-OMER          | A220-371 | 55116           | 9 avril 2021   | 28 juillet 2021         |
| F-OTER          | A220-371 | 55125           | 27 juin 2021   | 30 juillet 2021         |
Le 15 janvier 2009, la compagnie signe un protocole d'accord avec Airbus portant sur l'achat de deux A380-800, pour une livraison prévue en 2014. Ces deux appareils devaient être utilisés en version haute densité (840 passagers) et permettre, selon la compagnie, de baisser de 30 % les tarifs de la ligne Réunion–Paris, dans le cadre de la continuité territoriale. Ils devaient être exploités par une filiale spécialisée et indépendante d'Air Austral baptisée Outre-Mer 380 et propulsés par des réacteurs Engine Alliance GP7200. En juillet 2013, la compagnie affirme avoir abandonné cette possibilité et étudier d'autres possibilités avec Airbus (abandon de la classe unique, éventuellement changement de type d'avion).
Le 21 juillet 2010 au salon de Farnborough, la compagnie a annoncé la commande de deux Boeing 777-200LR pour pouvoir réaliser un vol direct entre Paris et Mayotte. Ils remplaceront les trois Boeing 777-200ER de la compagnie dont le contrat de location arrive à terme. Le premier des nouveaux appareils est immatriculé F-OLRA et le second F-OLRB. Finalement, un seul 777-200LR a été livré et la ligne Paris-Mayotte-Paris n'a pas été ouverte.

## Liaisons aériennes

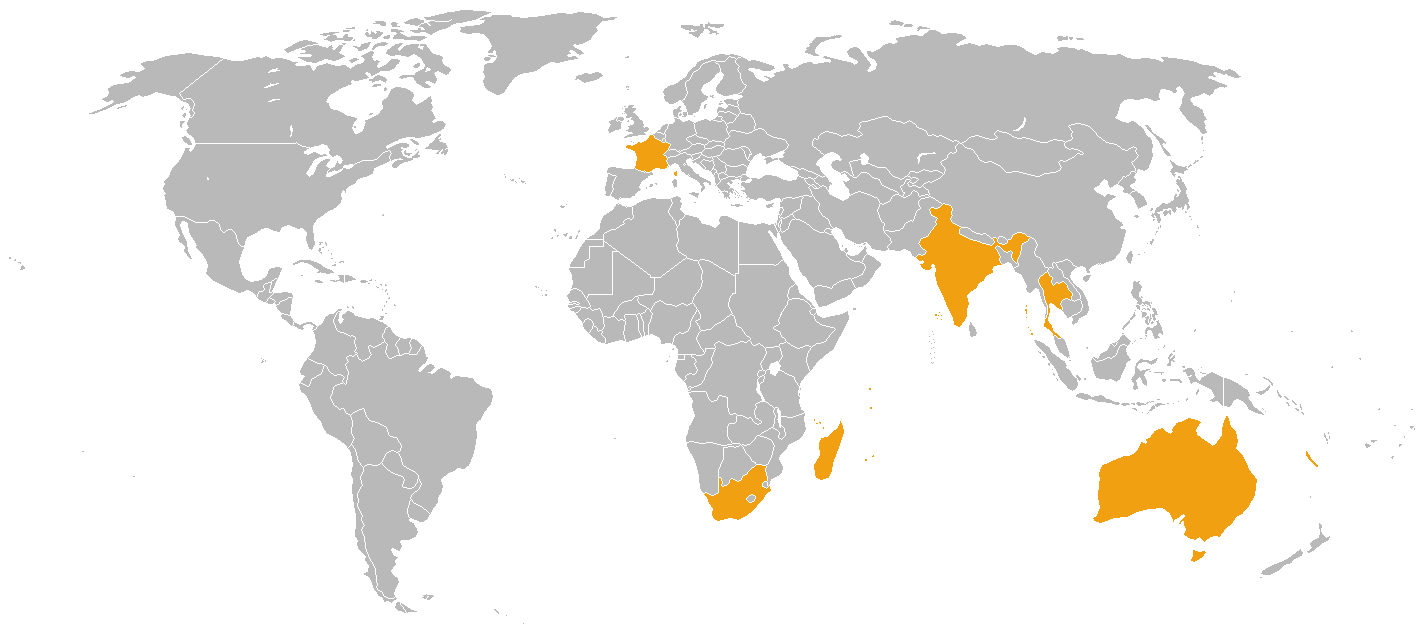
Carte des pays constituant des destinations d'Air Austral.

### Au départ deDzaoudzi (DZA)
- Saint-Denis, à La Réunion (RUN)
- Paris, en France (CDG) vols directs en 787-8 Dreamliner sauf lorsque la météo ou la pleine charge de l'appareil le contraint à faire escale à Nairobi dans le sens DZA-CDG

### Au départ deSaint-Denis (RUN)

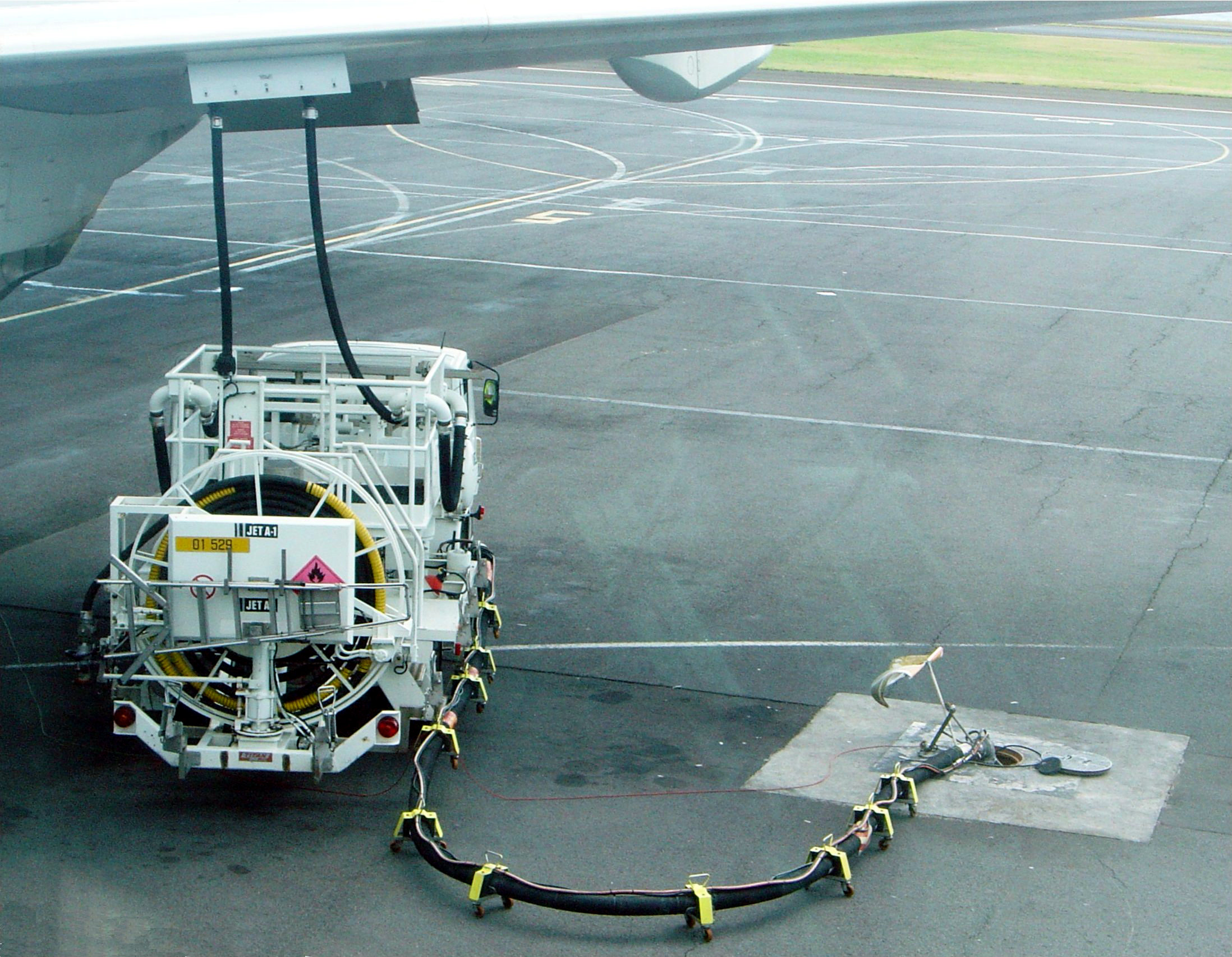
Un appareil d'Air Austral en cours de réapprovisionnement face à l'aérogare.

#### Vers la zoneOcéan Indien
- Dzaoudzi, à Mayotte (DZA)
- Johannesbourg, en Afrique du Sud (JNB)
- Majunga (MJN) via Dzaoudzi
- Moroni, aux Comores (HAH)
- Nosy Be, à Madagascar (NOS)
- Plaine Magnien, à Maurice (MRU)
- Tamatave , à Madagascar (TMM)
- Tananarive , à Madagascar (TNR)
- Antsiranana , à Madagascar (DIE)
- Plaine Corail, à Rodrigues (RRG)

#### Vers l'Europe
- Paris, en France (CDG)

#### Vers l'Asie
- Bangkok, en Thaïlande (BKK)

### Au départ deSaint-Pierre (ZSE)
- Plaine Magnien, à Maurice (MRU)

### Anciennes destinations
Madagascar
- Toliara (Tuléar) (TLR) [35]
- Tôlanaro (Fort-Dauphin) (FTU)

 Seychelles
- Mahé (SEZ)

 Australie
- Sydney (SYD)

 Nouvelle-Calédonie
- Nouméa via Sydney (NOU)

 France
- Marseille (MRS)
- Bordeaux via Marseille (BOD)
- Lyon via Marseille (LYS)

 Zimbabwe
- Harare (HRE) Disparue en 2000.

## Partenariats et participations

### Aériens
- Lufthansa : permet aux passagers de voyager via Paris-Charles-de-Gaulle vers l'Allemagne.
- Thai Airways International : permet aux passagers de profiter de plus 35 destinations vers l'Asie via Bangkok.
- Air Mauritius : permet aux passagers de profiter de destinations supplémentaires vers l'Australie via Maurice
- Air France : permet aux passagers de profiter de destinations supplémentaires vers l'Europe
- South African Airways : permet aux passagers de profiter de destinations supplémentaires vers l'Afrique via Johannesbourg
- Ewa Air : sur les liaisons au départ de Dzaoudzi : Moroni, Diégo-Suarez, Majunga, Nosy-Be

### Ferroviaire
Tgvair : permet aux passagers de voyager via Paris-Charles-de-Gaulle vers 20 gares de la province française et de la Belgique.

### Ewa Air (51%)
Le 30 mai 2013, Air Austral a annoncé sa participation à hauteur de 51 % dans le capital de la nouvelle compagnie aérienne Ewa Air. Lancée en juillet, la nouvelle compagnie a assuré ses premiers vols en novembre 2013.
Basée à Dzaoudzi sur l'île de Mayotte, la compagnie a pour vocation de desservir les îles de l'archipel des Comores, Madagascar ainsi que d'autres destinations périphériques du canal du Mozambique dans un fonctionnement de hub à partir de l'aéroport de Dzaoudzi-Pamandzi.
La flotte d’Ewa Air est composée de deux bi-turbopropulseurs ATR 72-600.
Air Austral, actionnaire principal, apporte son savoir-faire technique, son certificat de navigabilité et un partenariat (partage de codes) sur certains vols assurés par Ewa Air.

## Anciennes livrées

Anciennes livrées d'Air Austral
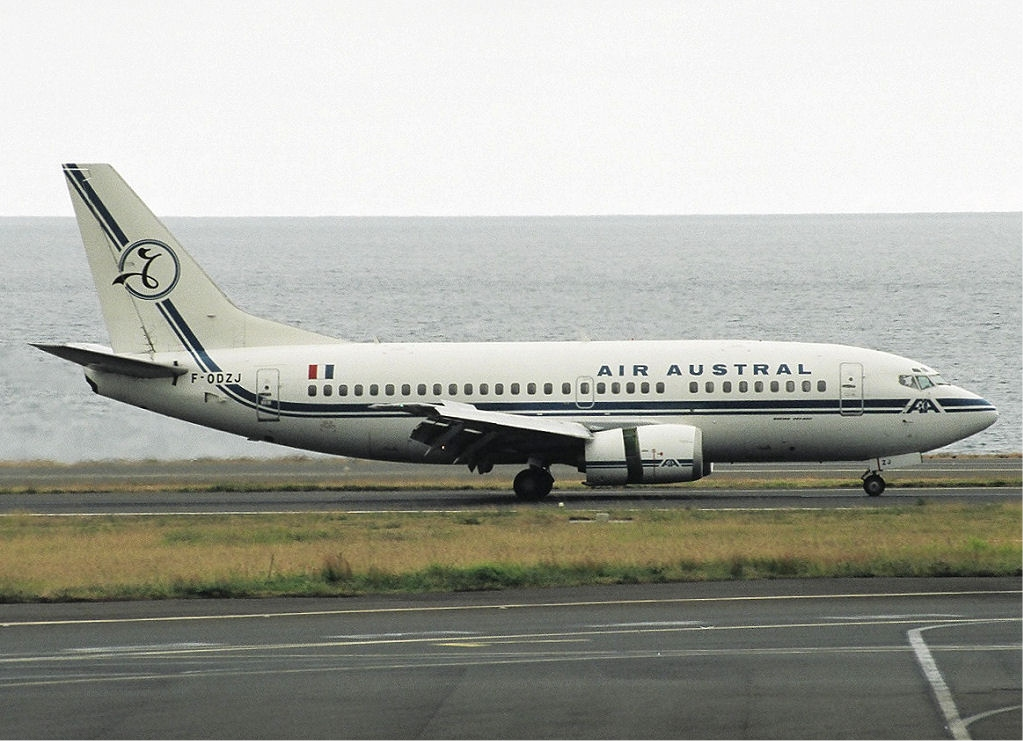
Boeing 737-500
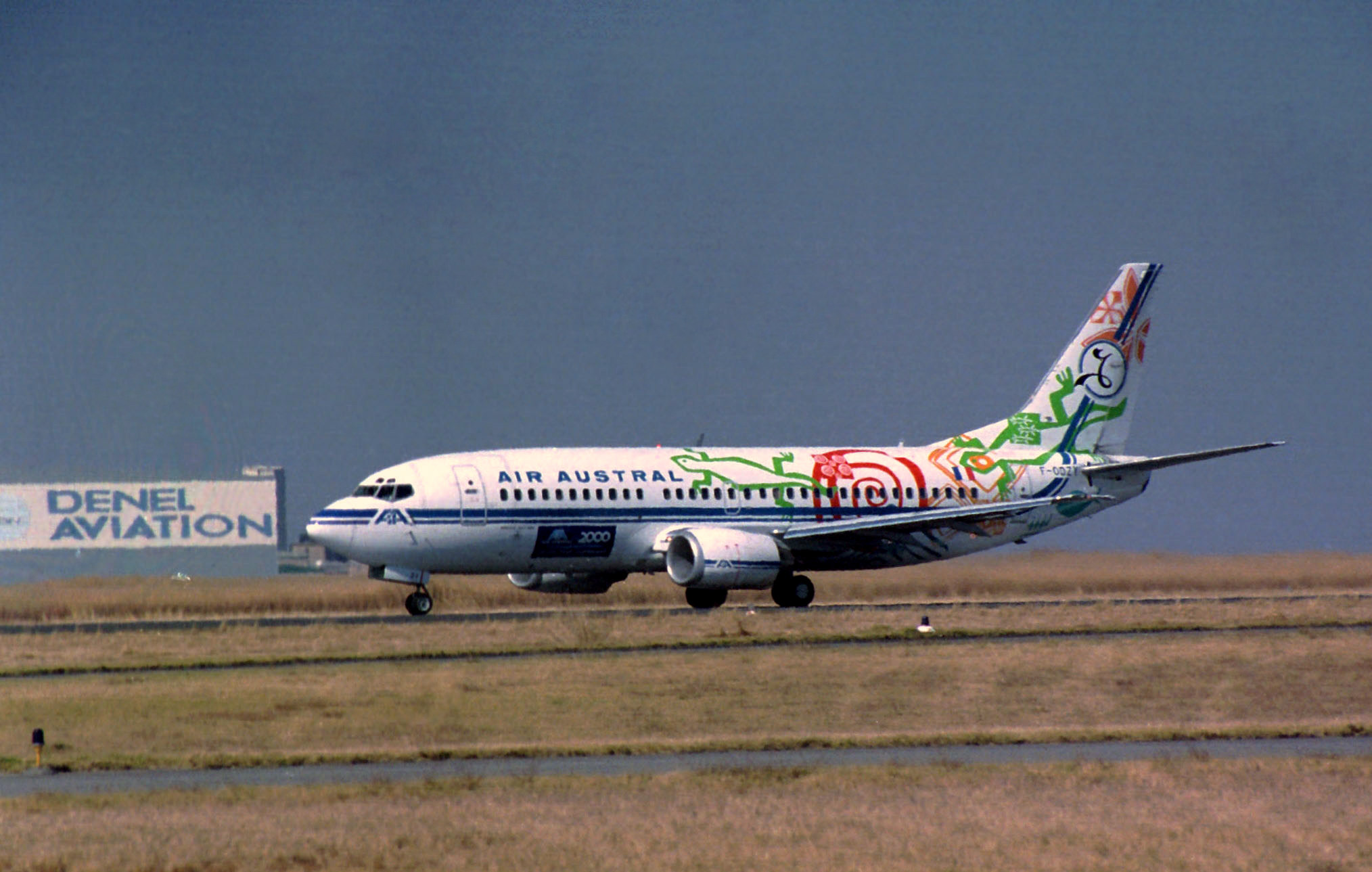
B737-33A F-ODZY
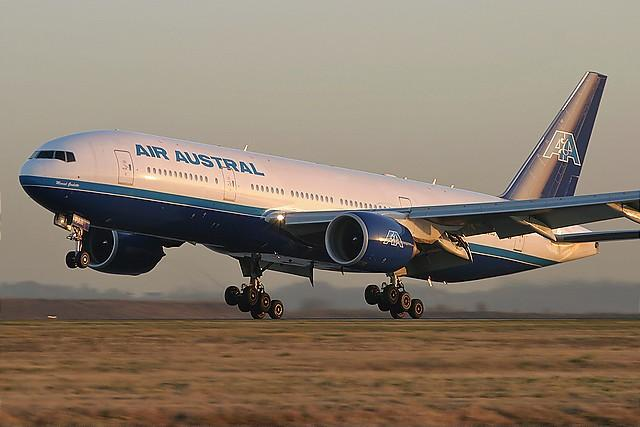
Boeing 777-200ER F-OPAR
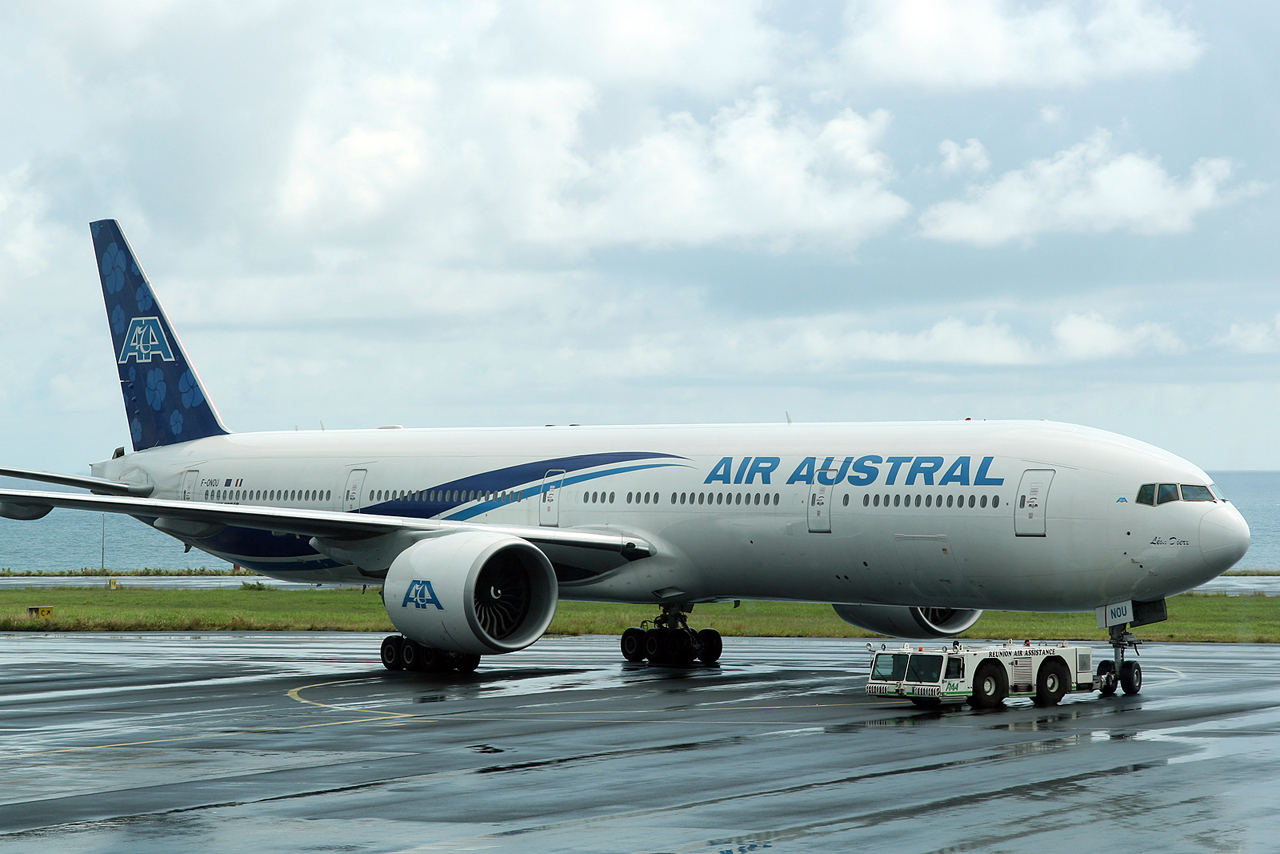
Boeing 777-300ER F-ONOU
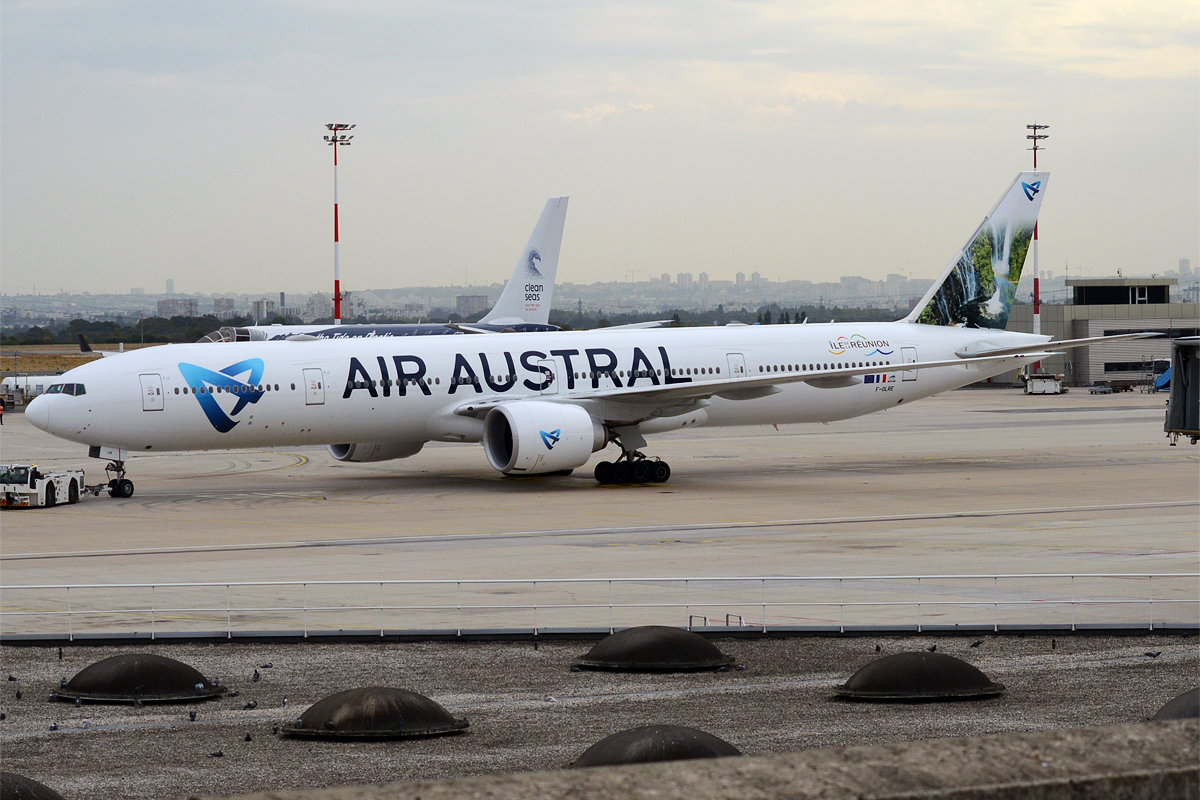
Nouvelle livrée Air Austral (chaque appareil a une gouverne de couleur différente)